# گلین جونز
گلین جونز (انگلیسی: Glyn Jones؛ ۲۷ آوریل ۱۹۳۱ – ۲ آوریل ۲۰۱۴) کارگردان فیلم، بازیگر و فیلم‌نامه‌نویس اهل آفریقای جنوبی بود.
از فیلم‌ها یا مجموعه‌های تلویزیونی که وی در آن‌ها نقش داشته است، می‌توان به وروجک‌ها و دکتر هو اشاره نمود.